# 沃尔夫斯堡火车总站
沃尔夫斯堡火车总站（德語：Wolfsburg Hauptbahnhof）是德國下薩克森州沃爾夫斯堡的主要鐵路車站，位於汉诺威－柏林高速铁路上。設站於1928年10月4日，現今的車站大樓於1957年8月26日啟用。
2007年8月25日，車站大樓落成50週年之際，車站更名為沃爾夫斯堡火车总站。